# Sri Lankas damlandslag i volleyboll
Sri Lankas damlandslag i volleyboll  representerar Sri Lanka i volleyboll på damsidan. Laget organiseras av Sri Lanka Volleyball Federation. Det har som bäst blivit nia vid asiatiska mästerskapen, vilket de blev 2001.

### Fotnoter
1. 1 2 3 4 5 6 7 8 9  ”Asian senior women volleyball championship” (på engelska). Asian Volleyball Confederation. https://asianvolleyball.net/new/asian-senoir-women-volleyball-championship/. Läst 11 februari 2023.
2. ↑  ”Welcome to VFI” (på engelska). Volleyball Federation of India. https://www.volleyballindia.com/INT%20NL%20EVENTS/2016%20sag/SAG%202016.htm. Läst 14 januari 2025.
3. ↑  ”Volleyball - South Asian Games Nepal 2019” (på engelska). Sydasiatiska spelen. https://www.13sagnepal.com/sport/volleyball/#overview. Läst 15 februari 2023.
4. ↑  ”ASIAN SENIOR WOMEN VOLLEYBALL CHAMPIONSHIP” (på engelska). Asian Volleyball Confederation. https://asianvolleyball.net/new/asian-senoir-women-volleyball-championship/. Läst 23 oktober 2022.
5. ↑  hamrokhelkud (18 maj 2023). ”CAVA Women's Challenge Cup 2023” (på engelska). https://www.hamrokhelkud.net/tournaments/cava-womens-challenge-cup-2023/. Läst 18 januari 2025.
6. ↑  Senaste tillfället då någon kontrollerade att de inmatade tabelluppgifterna stämmer. Uppgifter kan ha matats in senare utan att kontrolleras av någon annan